# Пси не носе панталоне
Пси не носе панталоне (фин. Koirat eivät käytä housuja) је финска еротска црна комедија  из 2019. у режији J-P Valkeapää. Приказан је у секцији „Два недеље редитеља“ на Филмском фестивалу у Кану 2019.  Пси не носе панталоне је мрачна комедија о губитку, љубави и слатком животном болу.

## Радња
Седам година након што се његова супруга трагично удавила, кардиохирург Јуха се осећа емотивно удаљен док сам одгаја своју ћерку тинејџерку Ели. Он користи хаљину и парфем који припадају његовој жени док мастурбира. Када га случајан сусрет са Моном, домино-дамом, приближи више него икада раније да поново нешто осети, он улази у свет БДСМ-а. Ужива у гушењу јер то изазива халуцинације да је под водом са својом женом. Његов први сусрет изгледа без сагласности, са мало преговора између њих двоје. Међутим, Мона му даје лопту да је држи када га дави, па ако почне да губи свест лопта ће пасти и она ће знати да треба да стане. Даје жени хаљину и парфем своје жене.
Јуха одлази са посла у болници разбијајући врата када му пропусница не ради. Не успева да оде на концерт своје ћерке да би видео Мону. Превари је да настави да се гуши предуго и он се онесвести. Пружа прву помоћ и зове хитну (по дану је физиотерапеут, тако да има медицинску обуку).
Ћерка Јуха стиже у болницу узнемирена. Њен отац каже да је видео њену мајку и каже јој да оде. Колега са посла му каже да је одбор забринут због његовог понашања и да жели да му изврши психолошку процену. Док се овај разговор одвија, Јуха извлачи свој оштећени нокат.
Јуха наставља немилосрдно да прогања Мону, али она одбија његове позиве. Једне ноћи, Јуха уходи особу за коју верује да је Мона, али је заправо човек који прска Јуху. Касније изводи кћеркину учитељицу музике на вечеру и даје јој парфем своје жене. Заврше код ње и имају секс. Тражи од ње да носи парфем и дави га. Она се слаже са овим, али такође сматра да је то смешно.
Јуха још једном прати Мону, овог пута у њен стан, где јој поставља ултиматум: она може да га повреди колико год жели, под условом да га у замену дави. Она пристаје и он је прати горе на све четири. Она га веже и најављује да ће му клијештима уклонити један зуб. У почетку одбија, али онда попушта. Она вади зуб после неке борбе. Затим му умота лице у прозирну фолију. Коначно, она схвата да је кренуо за њом са намером да се убије. Она га ослобађа и почиње да јеца. Јуха теши Мону и они се љубе, пре него што је он ошамари. Она се затвара у другу собу, али док се она врати држећи хаљину његове жене, он је отишао.
Јуха се враћа кући где му је ћерка одсутна. Он проналази Ели у парку, како пуши, и покушава да поправи њихову везу позивајући је у Природњачки музеј, као што су радили на њен рођендан. Ели тада одлази на мопеду свог дечка.
Јуха чује да је његова психолошка процена била јасна и каже колеги да је лагао. Касније одлази у БДСМ клуб, обучен у фетиш опрему. После неколико пића у бару, излази на плесни подијум и ужива. Док Мона улази, он јој се нацери, а она јој узврати осмех.

## Улоге
- Пека Странг као Јуха
- Криста Косонен као Мона
- Илона Хухта као Ели
- Јани Воланен као Паули
- Oona Airola као Сату
- Ирис Антила као Лавистаја
- Естер Геислерова као Ваимо

## Пријем
На веб локацији агрегатора рецензија Rotten Tomatoes, филм има оцену одобравања од 90% на основу 30 рецензија, са просечном оценом 7.5/10. Консензус критичара сајта гласи: „ Пси не носе панталоне биће превише интензиван за многе гледаоце, али за оне који могу да поднесу казну, постоји задовољство у болу ове драме“. 

## Фестивали и награде
Селекција „15 дана аутора“; Награда за најбољег главног глумца, камеру, музику, дизајн звука, монтажу и маску на финским националним наградама Јуси.